# ساختمان اداره طرق (راه)
ساختمان اداره طرق (راه) مربوط به دوره پهلوی است و در شهرستان انار، شهرک آزادگان، محله صفائیه واقع شده و این اثر در تاریخ ۲۴ اسفند ۱۳۸۳ با شمارهٔ ثبت ۱۱۶۱۵ به‌عنوان یکی از آثار ملی ایران به ثبت رسیده است.